# Brixia tricolor
Brixia tricolor är en insektsart som beskrevs av Synave 1961. Brixia tricolor ingår i släktet Brixia och familjen kilstritar. Inga underarter finns listade i Catalogue of Life.